# Liste des espèces d'oiseaux inscrites à l'Annexe I de la CITES
La liste suivante recense les espèces menacées d'oiseaux inscrites à l'Annexe I de la CITES.
Sauf mention contraire, l'inscription à l'Annexe d'une espèce inclut l'ensemble de ses sous-espèces et de ses populations.

## Liste[1]
- Famille des Anatidae :
  - Anas aucklandica
  - Anas chlorotis
  - Anas laysanensis
  - Anas nesiotis
  - Asarcornis scutulata
  - Branta canadensis leucopareia
  - Branta sandvicensis
  - Rhodonessa caryophyllacea

- Famille des Trochilidae :
  - Glaucis dohrnii

- Famille des Laridae :
  - Larus relictus

- Famille des Scolopacidae :
  - Numenius borealis
  - Numenius tenuirostris
  - Tringa guttifer

- Famille des Ciconiidae :
  - Ciconia boyciana
  - Jabiru mycteria
  - Mycteria cinerea

- Famille des Threskiornithidae :
  - Geronticus eremita
  - Nipponia nippon

- Famille des Columbidae :
  - Caloenas nicobarica
  - Ducula mindorensis

- Famille des Bucerotidae :
  - Aceros nipalensis
  - Buceros bicornis
  - Rhinoplax vigil
  - Rhyticeros subruficollis

- Famille des Accipitridae :
  - Aquila adalberti
  - Aquila heliaca
  - Chondrohierax uncinatus wilsonii
  - Haliaeetus albicilla
  - Harpia harpyja
  - Pithecophaga jefferyi

- Famille des Cathartidae :
  - Gymnogyps californianus
  - Vultur gryphus

- Famille des Falconidae :
  - Falco araeus
  - Falco jugger
  - Falco newtoni (seulement la population des Seychelles)
  - Falco pelegrinoides
  - Falco peregrinus
  - Falco punctatus
  - Falco rusticolus

- Famille des Cracidae :
  - Crax blumenbachii
  - Mitu mitu
  - Oreophasis derbianus
  - Penelope albipennis
  - Pipile jacutinga
  - Pipile pipile

- Famille des Megapodiidae :
  - Macrocephalon maleo

- Famille des Phasianidae :
  - Catreus wallichii
  - Colinus virginianus ridgwayi
  - Crossoptilon crossoptilon
  - Crossoptilon mantchuricum
  - Lophophorus impejanus
  - Lophophorus lhuysii
  - Lophophorus sclateri
  - Lophura edwardsi
  - Lophura swinhoii
  - Polyplectron napoleonis
  - Rheinardia ocellata
  - Syrmaticus ellioti
  - Syrmaticus humiae
  - Syrmaticus mikado
  - Tetraogallus caspius
  - Tetraogallus tibetanus
  - Tragopan blythii
  - Tragopan caboti
  - Tragopan melanocephalus

- Famille des Gruidae :
  - Balearica pavonina
  - Grus americana
  - Grus canadensis nesiotes
  - Grus canadensis pulla
  - Grus japonensis
  - Grus leucogeranus
  - Grus monacha
  - Grus nigricollis
  - Grus vipio

- Famille des Otididae :
  - Ardeotis nigriceps
  - Chlamydotis macqueenii
  - Chlamydotis undulata
  - Houbaropsis bengalensis

- Famille des Rallidae :
  - Gallirallus sylvestris

- Famille des Rhynochetidae :
  - Rhynochetos jubatus

- Famille des Atrichornithidae :
  - Atrichornis clamosus

- Famille des Cotingidae :
  - Cotinga maculata
  - Xipholena atropurpurea

- Famille des Fringillidae :
  - Carduelis cucullata

- Famille des Hirundinidae :
  - Pseudochelidon sirintarae

- Famille des Icteridae :
  - Xanthopsar flavus

- Famille des Muscicapidae :
  - Picathartes gymnocephalus
  - Picathartes oreas

- Famille des Pittidae :
  - Pitta gurneyi
  - Pitta kochi

- Famille des Sturnidae :
  - Leucopsar rothschildi

- Famille des Zosteropidae :
  - Zosterops albogularis

- Famille des Fregatidae :
  - Fregata andrewsi

- Famille des Pelecanidae :
  - Pelecanus crispus

- Famille des Sulidae :
  - Papasula abbotti

- Famille des Picidae :
  - Dryocopus javensis richardsi

- Famille des Podicipedidae :
  - Podilymbus gigas

- Famille des Diomedeidae :
  - Phoebastria albatrus

- Famille des Cacatuidae :
  - Cacatua goffiniana
  - Cacatua haematuropygia
  - Cacatua moluccensis
  - Cacatua sulphurea
  - Probosciger aterrimus

- Famille des Loriinae:
  - Eos histrio
  - Vini ultramarina

- Famille des Psittacidae :
  - Amazona arausiaca
  - Amazona auropalliata
  - Amazona barbadensis
  - Amazona brasiliensis
  - Amazona finschi
  - Amazona guildingii
  - Amazona imperialis
  - Amazona leucocephala
  - Amazona oratrix
  - Amazona pretrei
  - Amazona rhodocorytha
  - Amazona tucumana
  - Amazona versicolor
  - Amazona vinacea
  - Amazona viridigenalis
  - Amazona vittata
  - Anodorhynchus spp.
  - Ara ambiguus
  - Ara glaucogularis
  - Ara macao
  - Ara militaris
  - Ara rubrogenys
  - Cyanopsitta spixii
  - Cyanoramphus cookii
  - Cyanoramphus forbesi
  - Cyanoramphus novaezelandiae
  - Cyanoramphus saisseti
  - Cyclopsitta diophthalma coxeni
  - Eunymphicus cornutus
  - Guarouba guarouba
  - Neophema chrysogaster
  - Ognorhynchus icterotis
  - Pezoporus occidentalis
  - Pezoporus wallicus
  - Pionopsitta pileata
  - Primolius couloni
  - Primolius maracana
  - Psephotus chrysopterygius
  - Psephotus dissimilis
  - Psephotus pulcherrimus
  - Psittacula echo
  - Psittacus erithacus
  - Pyrrhura cruentata
  - Rhynchopsitta spp.
  - Strigops habroptila

- Famille des Rheidae :
  - Pterocnemia pennata (sauf la sous-espèce Pterocnemia pennata pennata, qui est inscrite à l'Annexe II)

- Famille des Spheniscidae :
  - Spheniscus humboldti

- Famille des Strigidae :
  - Heteroglaux blewitti
  - Mimizuku gurneyi
  - Ninox natalis

- Famille des Tytonidae :
  - Tyto soumagnei

- Famille des Struthionidae :
  - Struthio camelus (seulement les populations des pays suivants : Algérie, Burkina Faso, Cameroun, Mali, Mauritanie, Maroc, Niger, Nigéria, République centrafricaine, Sénégal, Soudan et Tchad)

- Famille des Tinamidae :
  - Tinamus solitarius

- Famille des Trogonidae :
  - Pharomachrus mocinno